# هرمان تساندر
هرمان تساندر (بالألمانية: Hermann Zander)‏ هو مجدف ألماني، ولد في 10 نوفمبر 1912 في بوخوم في ألمانيا، وتوفي في 24 فبراير 1973.

## وصلات خارجية
- هرمان تساندر على موقع الاتحاد الدولي للتجديف (الإنجليزية)
- هرمان تساندر على موقع اللجنة الأولمبية الدولية (الإنجليزية)
- هرمان تساندر على موقع أوليمبيديا (الإنجليزية)